# 津田毅一

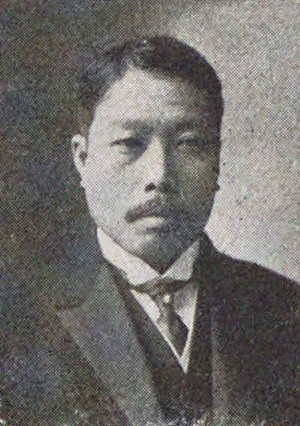
津田毅一

津田 毅一（つだ きいち、明治元年12月6日（1869年1月18日） - 昭和12年（1937年）10月5日）は、衆議院議員（新政会）、弁護士。

## 経歴
上総国山辺郡片貝村（現在の千葉県山武郡九十九里町）出身。東京専門学校（現在の早稲田大学）法律科を卒業し、1893年（明治26年）に判事検事登用試験に合格した。司法官試補を経て、1896年（明治29年）より、鹿児島区裁判所、姫路区裁判所、神戸区裁判所の判事を歴任した。
1899年（明治32年）、台湾総督府法院検察官に就任。1905年（明治38年）、台湾総督府で検察官制度廃止の議論が起きると、反対の議論を展開した。これが児玉源太郎台湾総督や後藤新平民政長官に認められ、桃園庁長に登用された。その後、台南庁長、嘉義庁長を歴任し、在任中はペストの撲滅に尽力した。1916年（大正5年）に退官した後は、弁護士を開業した。
1917年（大正6年）4月、第13回衆議院議員総選挙で当選したが、衆議院議員選挙訴訟の結果、安房郡での選挙が無効となり、同年12月8日、千葉県知事により鵜澤總明・吉植庄一郎・木村政次郎・関和知・鵜沢宇八・柏原文太郎・磯野敬・加瀬禧逸・土屋清三郎と共に当選証書が取消され議員を退職し、同月に実施された再選挙で当選した。
日本コナミルク株式会社の取締役を務めた他、関子嶺軌道株式会社代表、新高炭鉱株式会社代表、関子嶺工業株式会社代表、房州漁業株式会社取締役、台湾土地開拓株式会社監査役、台湾総督府評議会員に就任した。

## 栄典
- 1921年（大正10年）7月1日 - 第一回国勢調査記念章[6]